# Gerrit Gezinus Post

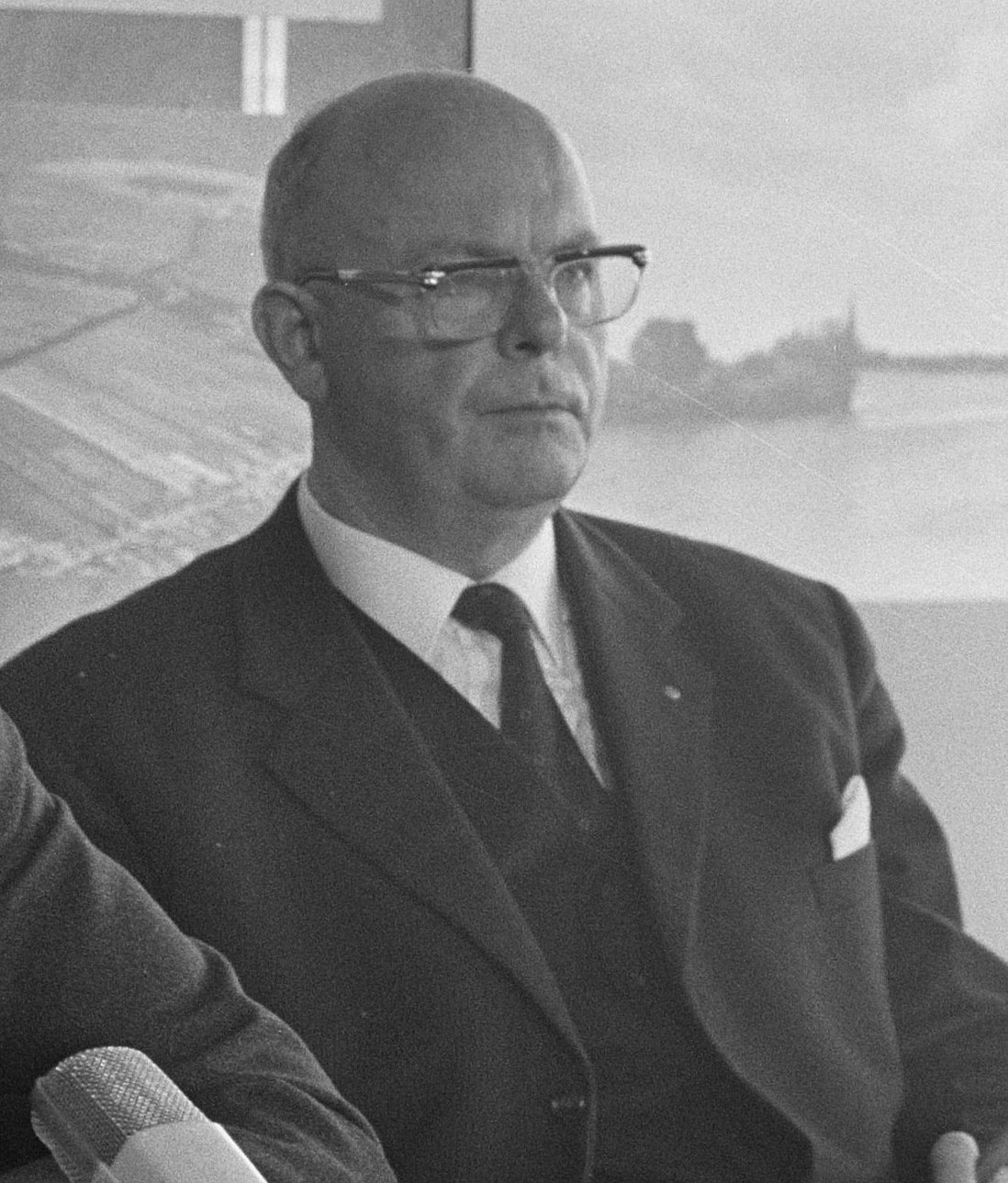
Burgemeester G.G. Post (1969)

Gerrit Gezinus Post (Smilde, 9 december 1910 – Markelo, 14 maart 2000) was een Nederlands politicus van de PvdA.
Hij werd geboren als zoon van de notarisklerk Jacob Post (1877-1956) en groeide op in het Friese Kollum. Na de mulo ging hij rond 1926 als volontair werken bij de gemeentesecretarie van Steenwijk. Daarna was hij als ambtenaar werkzaam bij voor de gemeente Kollumerland en Nieuwkruisland voor hij in 1930 als adjunct-commies in dienst trad bij de gemeente Aalsmeer. In 1935 werd hij op 24-jarige leeftijd de gemeentesecretaris van Zuid-Scharwoude als opvolger van J.Th. Kunnen die benoemd was tot gemeentesecretaris van Sijbekarspel en daar enkele jaren later ook de burgemeester zou worden. In augustus 1941 ging Zuid-Scharwoude met enkele andere gemeenten op in de nieuwe gemeente Langedijk waar Post de gemeentesecretaris werd. In april 1949 werd hij benoemd tot burgemeester van Landsmeer. Hij bleef die functie uitoefenen tot zijn pensionering in januari 1976 en overleed begin 2000. Naar hem is in Landsmeer de 'Burgemeester G.G. Post MAVO' vernoemd.